# Redback Networks
Redback Networks var ett telekommunikationsutrustningsföretag, specialiserat på hård- och mjukvara som används för att hantera ISP vid bredbandstjänster.

## Historia
Redback Networks grundades i augusti 1996 av Gaurav Garg och Asher Waldfogel. Aktien handlades på NASDAQ under symbolen RBAK. I januari 2007 förvärvades bolaget av Ericsson.